# TMEM14B
TMEM14B (англ. Transmembrane protein 14B) – білок, який кодується однойменним геном, розташованим у людей на 6-й хромосомі. Довжина поліпептидного ланцюга білка становить 114 амінокислот, а молекулярна маса — 12 078.
| 10         |  | 20         |  | 30         |  | 40         |  | 50         |
| ---------- |  | ---------- |  | ---------- |  | ---------- |  | ---------- |
| MEKPLFPLVP |  | LHWFGFGYTA |  | LVVSGGIVGY |  | VKTGSVPSLA |  | AGLLFGSLAG |
| LGAYQLYQDP |  | RNVWGFLAAT |  | SVTFVGVMGM |  | RSYYYGKFMP |  | VGLIAGASLL |
| MAAKVGVRML |  | MTSD       |  |            |  |            |  |            |

A: Аланін

D: Аспарагінова кислота

E: Глутамінова кислота

F: Фенілаланін

G: Гліцин

H: Гістидин

I: Ізолейцин

K: Лізин

L: Лейцин

M: Метіонін

N: Аспарагін

P: Пролін

Q: Глутамін

R: Аргінін

S: Серин

T: Треонін

V: Валін

W: Триптофан

Задіяний у такому біологічному процесі, як альтернативний сплайсинг. 
Локалізований у мембрані.